# Николоска, Катерина
Катерина Николоска (макед. Катерина Николска; род. 30 декабря 1990, Прилеп) — северомакедонская дзюдоистка, представительница полусредней весовой категории. Выступала за сборную Республики Македонии по дзюдо в 2010-х годах, многократная победительница и призёрка первенств национального значения, участница ряда крупных международных турниров, в том числе летних Олимпийских игр в Рио-де-Жанейро.

## Биография
Катерина Николоска родилась 30 декабря 1990 года в городе Прилеп, Югославия. Занималась дзюдо в клубе «Миоки» в Скопье.
Впервые заявила о себе на международном уровне в сезоне 2011 года, когда вошла в основной состав македонской национальной сборной и выступила в полусредней весовой категории на чемпионате мира в Париже. Тем не менее, потерпела здесь поражение уже в первом поединке и сразу же выбыла из борьбы за медали. Также в этом сезоне выиграла бронзовую медаль на чемпионате Балкан в Беочине.
В 2012 году взяла бронзу на чемпионате Балкан в Требине.
В 2013 году боролась на Средиземноморских играх в Мерсине, на чемпионате Европы в Будапеште и на чемпионате мира в Рио-де-Жанейро.
В 2014 году одержала победу на международных турнирах в Хорватии и Румынии, была третьей на чемпионате Балкан в Требине, участвовала в Кубке Европы в Белграде.
В 2015 году завоевала бронзовую награду на международном турнире в Загребе, была седьмой на Кубке Европы в Дубровнике, выступила на чемпионате Европы, прошедшем в рамках Европейских игр в Баку.
В 2016 году добавила в послужной список бронзовую медаль, полученную на чемпионате Балкан в Херцег-Нови, стала пятой на Кубке Европы в Белграде. Благодаря череде удачных выступлений удостоилась права защищать честь страны на летних Олимпийских играх в Рио-де-Жанейро — в стартовом поединке категории до 63 кг потерпела поражение от турчанки Бусра Катипоглу и выбыла из борьбы за медали.
Завершив спортивную карьеру в 2017 году, впоследствии неоднократно принимала участие в соревнованиях по дзюдо в качестве судьи.